# 수학 브레이크스루 상
수학 브레이크스루 상(Breakthrough Prize in Mathematics)은 2013년에 발표된 연례 상이다. 유리 밀러와 마크 저커버그 등이 자금을 지원한다. 브레이크스루 수상 위원회는 경력 초반 연구자에게 10만 달러를 수여하는 뉴 호라이즌 수학상 (New Horizons in Mathematics Prize)의 수상자를 최대 3명까지 선정한다.

## 수학 브레이크스루 상 (Breakthrough Prize in Mathematics) 수상자 목록
| 년도 | 수상자 이름          | 국적            | 업적 |
| 2015 | 사이먼 도널드슨      | 영국            | 4차원 불변량의 다양체와 대수기하학과 미분기하학의 안정성 간의 관계 연구. 파노 다양체를 위한 속 이론을 연구한 공로                                   |
| 2015 | 막심 콘체비치        | 러시아/프랑스   | 대수기하학, 변형, 심플렉틱 기하학, 호몰로지 대수학 및 동역학계를 포함한 광범위한 수학 분야에 영향을 미친 공로                                       |
| 2015 | 자콥 루리            | 미국            | 고등 범주론과 유도대수기하학의 기초에, 완전히 확장된 위상 양자장론의 분류, 타원 코호몰로지의 모듈라이 공간을 이론적으로 해석한 공로                 |
| 2015 | 테런스 타오          | 호주/미국       | 조화 해석, 조합론, 편미분 방정식 및 해석적 수론에 대해 획기적인 기여를 한 공로                                                                      |
| 2015 | 리처드 로런스 테일러 | 영국/미국       | 다니야마-웨일 추측, 일반선형군을 위한 로컬 랭글랜즈 추측과 사토-테이트 추측을 포함한 보형 형식의 이론에 많은 기여를 한 공로                         |
| 2016 | 이안 아골            | 미국            | 가상 하켄 추측 및 가상 섬유질 추측에 대한 길들임 정리의 해결책을 포함한 저차원 토폴로지와 기하학적 군론에 큰 기여를 한 공로                         |
| 2017 | 장 부르갱            | 벨기에          | 해석, 조합론, 편미분 방정식, 고차원 기하학 및 수론에 대한 다양한 기여를 한 공로                                                                     |
| 2018 | 크리스토퍼 해컨      | 영국/미국       | 모든 차원의 최소 모델 프로그램에 대한 이중 유리 기하학에 대해 변형적인 기여를 한 공로                                                               |
| 2018 | 제임스 맥커넌        | 영국            | 모든 차원의 최소 모델 프로그램에 대한 이중 유리 기하학에 대해 변형적인 기여를 한 공로                                                               |
| 2019 | 뱅상 라포르그        | 프랑스          | 함수체 문제 안에 특수한 랭글랜즈 프로그램을 이용하여 수학의 여러 분야에 기여를 한 공로                                                              |
| 2020 | 알렉스 에스킨        | 미국            | 아벨 미분의 모듈리 공간의 동역학 및 기하학에서 혁명적 발견을 하였으며, '마법의 지팡이 정리'를 증명한 공로                                           |
| 2020 | 마리암 미르자하니    | 이란/미국       | 아벨 미분의 모듈리 공간의 동역학 및 기하학에서 혁명적 발견을 하였으며, '마법의 지팡이 정리'를 증명한 공로                                           |
| 2021 | 마르틴 하이러        | 오스트리아/영국 | 확률론적 해석학 이론, 특히 확률론적 편미분 방정식의 규칙적 구조 이론에 기여한 공로                                                                  |
| 2022 | 모치즈키 타쿠로      | 일본            | 불규칙 특이점의 경우를 포함하여 대수 다양체에 대한 평탄 연결을 갖는 속 이론에 기여한 공로                                                           |
| 2023 | 다니엘 스피엘만      | 미국            | 스펙트럼 그래프 이론, 카디슨-싱어 문제, 수치 선형 대수, 최적화 및 코딩 이론을 포함한 이론 컴퓨터과학 및 수학에 기여한 공로                          |
| 2024 | 사이먼 브랜들        | 독일/미국       | 리치 흐름에 대한 많은 답과 평균치 곡선 흐름과 3차원 초구에 최소 원환면들에 대한 추측, 날카로운 기하학적 부등식을 포함한 미분기하학에 기여를 한 공로 |